# Рональд Гутьєррес (футбольний арбітр)
Рональд Гутьєррес (ісп. Ronald Gutiérrez) — колишній футбольний арбітр з Коста-Рики.

## Кар'єра
Як головний арбітр судив у нижче перерахованих змаганнях:
- у двох матчах відбіркового турніру чемпіонату світу 1994 року,
- у двох матчах відбіркового турніру чемпіонату світу 1998 року,
- в одному матчі золотого кубка 1991 року,
- у двох матчах золотого кубка 1996 року,
- в одному матчі відбіркового турніру золотого кубка 2000 року,
- у п'яти міжнародний товариських матчах.